# VVV-Venlo
Die Venlose Voetbal Vereniging Venlo, kurz VVV-Venlo, ist ein Fußballverein aus der niederländischen Grenzstadt Venlo. Der Verein besteht unter diesem Namen seit dem 7. Februar 1903. VVV-Venlo ist damit einer der ältesten Profi-Fußballvereine in den Niederlanden.

## Allgemeines
Die Vereinsfarben des Klubs sind Schwarz und Gelb. Dies spiegelt sich auch auf dem Spielfeld wider. Das aktuelle Heimtrikot ist vorwiegend gelb mit einigen schwarzen Akzenten. Die Hose ist komplett schwarz, während Gelb bei den Stutzen die dominante Farbe ist.

## Geschichte

### 1903–1952: Gründung und Entwicklung in den ersten 50 Jahren
Der Fußballverein VVV-Venlo wurde 1903 aus der Initiative mehrerer Freunde heraus gegründet. Bereits in den ersten Jahren erlebte der Klub immer wieder Namensänderungen. Erst am 7. Februar 1903 einigte man sich auf Venlose Voetbal Vereniging. Die Venloer waren einer der ersten Fußballklubs in der Stadt und zählt heute zu einem der ältesten im Land. VVV spielte zuerst in unterklassigen Ligen, ehe die Mannschaft 1911/12 in die Erste Klasse aufstieg. Nach der Spielzeit 1921/22 erfolgte der Zwangsabstieg in die zweite Liga. Dort etablierte man sich, schaffte aber so schnell den Wiederaufstieg nicht. Nach Ende des Zweiten Weltkriegs wurde die erste niederländische Liga aufgestockt. Dies gab dem Venloer Team die Möglichkeit wieder erstklassig zu spielen. Dort erreichte man mehrfach gute Platzierungen, ein Titel blieb aber aus.

### 1953–1961: Einbindung in den Profifußball
| Liga            | Saison  | Platz | Punkte | Tore  |
| --------------- | ------- | ----- | ------ | ----- |
| Eerste klasse C | 1952/53 | 5     | –      | -     |
| Eerste klasse C | 1953/54 | 4     | –      | -     |
| Eerste klasse D | 1954/55 | 2     | –      | -     |
| Hoofdklasse A   | 1955/56 | 5     | 40     | 55:34 |
| Eredivisie      | 1956/57 | 8     | 38     | 50:53 |
| Eredivisie      | 1957/58 | 7     | 35     | 61:59 |
| Eredivisie      | 1958/59 | 9     | 36     | 71:65 |
| Eredivisie      | 1959/60 | 6     | 36     | 57:60 |
| Eredivisie      | 1960/61 | 3     | 42     | 77:47 |

In den 1950er Jahren waren die Venloer regelmäßig unter den ersten Sieben in der Tabelle zu finden. Den größten Vereinserfolg konnte man 1959 mit dem Gewinn des KNVB-Pokals unter dem österreichischen Trainer Wilhelm Kment feiern. Im Finale wurde ADO Den Haag in deren Zuiderparkstadion – aufgrund der Auslosung galt es jedoch als Heimspiel für VVV – mit 4:1 besiegt. Für den Deutschen Karl-Heinz Spikofski war es das letzte Spiel im Dress der Gelb-Schwarzen, ehe er wieder nach Deutschland ging und bei Wormatia Worms anheuerte. Das Spiel begann mit einem Rückschlag für Venlo: Timmer erzielte die 1:0-Führung für Den Haag, ehe Herman Teeuwen Mitte der ersten Halbzeit ausgleichen konnte. Noch zehn Minuten vor der Pause konnte Hans Sleven die Führung für sein Team erzielen. Bald darauf hatte Den Haag die Möglichkeit auszugleichen, doch einen Elfmeter, den VVV-Torhüter Frans Swinkels verschuldete, verschoss Timmer. Besonders an diesem Strafstoß war, dass Swinkels verletzt ausfiel und Teeuwen sich das Trikot nahm und ins Tor stellte. Swinkels konnte anschließend jedoch weiterspielen. In der zweiten Halbzeit waren es dann Jan Klaassens und wieder Teeuwen, die mit zwei weiteren Treffern für den klaren Erfolg der VVV sorgten.
| ADO Den Haag | ADO Den Haag | VVV-Venlo | VVV-Venlo |
| | 17. Juni 1959 Zuiderparkstadion (Den Haag) Ergebnis: 1:4 Zuschauer: 25.000 Schiedsrichter: P.P. Roomer ( Rotterdam)                                                                               |           |           |
| Piet Oostrum – Theo Kleindijk, Huub Scherpenisse – Lex Rijnvis, Henk Jans, Carol Schuurman – Theo Timmermans, Cock Clavan, Roel Timmer, Guus Haak, Mick Clavan Trainer: Rinus Loof | Frans Swinkels – Hay Lamberts, Harrie Steegh – Ton van der Hurk, Jan Klaassens, Gijs Nass – Willy Erkens, Jan Schatorjé, Karl-Heinz Spikofski, Hans Sleven, Herman Teeuwen Trainer: Wilhelm Kment |           |           |
| | |           |           |
| | |           |           |
| 1:0 Timmer | 1:1 Teeuwen 1:2 Sleven 1:3 Klaassens 1:4 Teeuwen |           |           |
| | |           |           |

1953 schloss sich VVV dem Koninklijke Nederlandse Voetbal Bond, dem niederländischen Fußballverband an. Bei der Einführung des Profifußballs in den Niederlanden 1954 fusionierte Sportclub Venlo '54 mit VVV-Venlo zum SC VVV-Venlo oder einfach nur VVV. Nachdem zuvor noch der Nederlands landskampioenschap (Niederländische Landesmeister) ausgespielt wurde, gab es zur Saison 1954/55 eine Reform des niederländischen Fußballsystems. Somit gingen die Vereine in die erste Profifußballsaison. Zusammen mit BVV/Caterpillar, Eendracht Brengt Ons Hoger, Excelsior Rotterdam, Hermes DVS, SV Kerkrade, SV Limburgia, NAC Breda, PSV Eindhoven, RBC Roosendaal, RKSV Sittardia, Willem II Tilburg und XerxesDZB spielte Venlo in der Eerste klasse C. Neben dieser existierten noch die Staffeln A, B und D sowie der Profiliga des Nederlandse Beroeps Voetbal Bond (NBVB), einem Verband, der sich 1953 bildete, um die Anerkennung des Fußballs als Profisport durchzusetzen. Zur Folgesaison wurde die Eerste- durch die zweigleisige Hoofdklasse ersetzt. Es existierten zwei Gruppen. Venlo wurde in die Hoofdklasse A gesetzt. Die ersten beiden Mannschaften jeder Staffel qualifizierten sich für die Meisterschaftsspiele. Die ersten neun Teams beider Ligen schafften durch ihre Platzierung die Qualifikation zur neu geschaffenen Eredivisie für die Spielzeit 1956/57. Das Venloer Team schaffte als Tabellenfünfter die sichere Teilnahme an der neuen eingleisigen Liga. In den kommenden Jahren hielt sich der Klub souverän im Tabellenmittelfeld der Eredivisie. 1960/61 schaffte man sogar die bis heute beste Platzierung der Vereinsgeschichte, als die Mannschaft hinter Feyenoord Rotterdam und Ajax Amsterdam den dritten Rang einnahm. Dies berechtigte damals zur Teilnahme am Intertoto-Cup. Mit insgesamt 77 erzielten Toren stellte man einen Vereinsrekord auf. Der Rekord der 47 Gegentreffer wurde bis 1987 nicht unterboten. Bis zur Saison 1961/62 schaffte der Verein es, sich in der Erstklassigkeit zu behaupten. Wichtige Spieler in dieser Zeit waren Jan Klaassens, Faas Wilkes, Coy Koopal und Herman Teeuwen, zu dessen Ehren man seit 2004 das Wettspiel um den Herman Teeuwen Gedächtnispokal ausspielt.

### 1962–1989: Pendeln zwischen Eredivisie und Eerste Divisie
| Liga       | Saison  | Platz | Punkte | Tore  |
| ---------- | ------- | ----- | ------ | ----- |
| Eredivisie | 1961/62 | 17    | 27     | 38:62 |
| Eerste D.  | 1962/63 | 14    | 23     | 40:63 |
| Eerste D.  | 1963/64 | 14    | 23     | 38:66 |
| Eerste D.  | 1964/65 | 8     | 29     | 46:51 |
| Eerste D.  | 1965/66 | 15    | 15     | 32:78 |
| Tweede D.  | 1966/67 | 2     | 52     | 79:41 |
| Eerste D.  | 1967/68 | 18    | 23     | 47:81 |
| Tweede D.  | 1968/69 | 15    | 27     | 40:69 |
| Tweede D.  | 1969/70 | 16    | 18     | 29:61 |
| Tweede D.  | 1970/71 | 11    | 30     | 42:46 |
| Eerste D.  | 1971/72 | 16    | 34     | 42:50 |
| Eerste D.  | 1972/73 | 18    | 28     | 25:45 |
| Eerste D.  | 1973/74 | 16    | 30     | 46:53 |
| Eerste D.  | 1974/75 | 5     | 43     | 59:30 |
| Eerste D.  | 1975/76 | 2     | 49     | 61:33 |
| Eredivisie | 1976/77 | 13    | 27     | 37:60 |
| Eredivisie | 1977/78 | 14    | 28     | 46:66 |
| Eredivisie | 1978/79 | 18    | 14     | 23:79 |
| Eerste D.  | 1979/80 | 12    | 35     | 55:68 |
| Eerste D.  | 1980/81 | 13    | 33     | 68:74 |
| Eerste D.  | 1981/82 | 07    | 41     | 64:47 |
| Eerste D.  | 1982/83 | 07    | 31     | 54:56 |
| Eerste D.  | 1983/84 | 10    | 32     | 54:53 |
| Eerste D.  | 1984/85 | 02    | 45     | 75:39 |
| Eredivisie | 1985/86 | 13    | 27     | 39:62 |
| Eredivisie | 1986/87 | 05    | 37     | 46:45 |
| Eredivisie | 1987/88 | 05    | 38     | 43:35 |
| Eredivisie | 1988/89 | 17    | 24     | 40:62 |

1962 folgte der Abstieg in die Eerste Divisie. Als Tabellen-Siebzehnter ließ man nur Rapid JC Kerkrade hinter sich. Auf den fünfzehnten Rang, dem ersten Nichtabstiegsplatz, den der ADO Den Haag innehatte, fehlten dem Venloer Team nur zwei Punkte. Nach einigen Jahren dort folgte sogar der Gang in die Drittklassigkeit. Nie schaffte man es auch nur in die Nähe der Aufstiegsränge zu kommen. Beste Platzierung war 1964/65 der achte Platz. Neben den sportlichen Misserfolgen hatte der Klub in dieser Zeit auch immer wieder mit finanziellen Problemen zu kämpfen und ein Überleben des Vereins wurde zeitweise in Frage gestellt. Vor der Saison 1972/73 wurde Rob Baan als neuer Trainer eingestellt. Dieser führte die Mannschaft 1976 wieder in die Eredivisie. Zwei Jahre lang hielt man dort die Klasse, schaffte es aber 1977/78 nicht den erneuten Abstieg zu verhindern. Zwischen 1980 und 1984 versank man in der Bedeutungslosigkeit der Eersten Divisie. Beste Platzierung war Platz sieben. Das Team war zwar berechtigt, in den Jahren 1982, 1983 und 1984 an den Play-offs zum Aufstieg in die Eredivisie teilzunehmen, verpasste in dieser aber jeweils den Sieg. Zum Ende der Spielzeit 1985 fand man sich auf dem zweiten Rang wieder und qualifizierte sich somit für den direkten Aufstieg zur Eredivisie. Mit 75 erzielten Toren stellte der Verein damals den torhungrigsten Angriff. Dabei war Peter van Velzen der beste Angreifer der Schwarz-Gelben. Er steuerte zum Aufstieg 28 Treffer bei und sicherte sich damit die Torschützenkanone für die zweite Liga. Im ersten Jahr nach dem Aufstieg musste der Klub bis kurz vor Schluss um den Verbleib in der höchsten niederländischen Spielklasse zittern. Schließlich ließ die Mannschaft aber fünf weitere Teams hinter sich. Zusammen mit den Go Ahead Eagles kassierte der Verein die zweitmeisten Gegentreffer im Verlauf des Spieljahres. Besonders bitter war die 1:7-Niederlage am 6. Spieltag gegen Ajax Amsterdam. Aber auch Achtungserfolge wie ein 4:0-Sieg gegen AZ Alkmaar oder ein 3:2-Erfolg bei Feyenoord Rotterdam wurden gefeiert. In den Spielzeiten 1986/87 und 1987/88 überraschte der Klub, indem er zweimal hintereinander den fünften Platz in der höchsten niederländischen Spielklasse erreichte. 1988 hatte das Team zudem die zweitbeste Abwehr mit nur 35 Gegentreffern. Nur der spätere Meister PSV Eindhoven hatte sieben Gegentore weniger. Wichtig dabei waren die beiden Verteidiger Raymond Libregts und Stan Valckx. Entscheidende Säulen für diese Erfolge waren weitere Spieler wie Ger van Rosmalen, Remy Reynierse und Brian Boitano. Doch im Jahr darauf erfolgte wieder die Ernüchterung. Die Innenverteidigung mit Libregts und Valckx wurde gesprengt, da beide den Verein verließen. Während Valckx, zusammen mit dem Teamkollegen Frank Berghuis zum PSV Eindhoven wechselte, zog es Libregts zu Sparta Rotterdam. Angreifer John Lammers entschied sich zu einem Wechsel ins Ausland. Venlo war gezwungen einen Neuanfang zu machen. Doch diesen Aderlass verkraftete die Mannschaft nicht und es erfolgte der freie Fall. Insgesamt gelangen nur fünf Saisonsiege. 14-mal trennte man sich mit einem Unentschieden vom Gegner, was Ligahöchstwert darstellte. Am Ende blieb nur Platz siebzehn und somit der direkte Abstieg.

### 1990–1999: Kurzzeitige Erfolge
| Liga       | Saison  | Platz | Punkte | Tore  |
| ---------- | ------- | ----- | ------ | ----- |
| Eerste D.  | 1989/90 | 04    | 39     | 53:44 |
| Eerste D.  | 1990/91 | 03    | 49     | 73:46 |
| Eredivisie | 1991/92 | 18    | 12     | 32:84 |
| Eerste D.  | 1992/93 | 01    | 50     | 84:46 |
| Eredivisie | 1993/94 | 17    | 25     | 30:62 |
| Eerste D.  | 1994/95 | 12    | 29     | 54:62 |
| Eerste D.  | 1995/96 | 05    | 57     | 55:33 |
| Eerste D.  | 1996/97 | 04    | 57     | 55:40 |
| Eerste D.  | 1997/98 | 11    | 47     | 45:46 |
| Eerste D.  | 1998/99 | 11    | 42     | 59:66 |

Anfang der 1990er Jahre wurde VVV-Venlo als Fahrstuhlmannschaft abgestempelt. 1991 stieg Venlo nach den Play-offs in die erste Liga auf. In der Gruppenphase der Relegation ließ man erst den FC Eindhoven und den FC Dordrecht hinter sich, im entscheidenden Spiel setzte man sich dann noch gegen NAC Breda durch. Doch nur ein Jahr später folgte als Tabellen-Siebzehnter der Abstieg. Dabei hatte das Team von Beginn an einen schlechten Ligastart und galt in der Folge als „Schießbude“ der Liga. Mit 84 Gegentreffern waren die Venloer um 20 Tore schlechter als die zweitschlechteste Verteidigung der Eredivisie (SVV/Dordrecht'90). Immer wieder setzte es hohe Niederlagen. Schon nach dem dritten Spieltag zählte das Minuskonto des VVV-Venlo 13 kassierte Tore. Die höchsten Niederlagen setzte es dabei am 3. und 21. Spieltag gegen den SVV/Dordrecht'90 bzw. Vitesse Arnheim, als das Team jeweils mit 1:6 unter die Räder kam. In der darauffolgenden Saison wurde VVV Meister der Zweiten Liga und schaffte somit den direkten Wiederaufstieg. Dabei gelangen dem Team so viele eigene Tore, wie noch im Vorjahr Gegentore kassiert wurden. Mit Maurice Graef, dem 29 Tore in 34 Begegnungen gelangen, stellte der Klub den besten Torjäger der Liga. Doch die Freude währte abermals nicht lange und wiederum ein Jahr später stieg der Klub ab. Zwar verlor die Mannschaft weniger Partien als fünf andere Teams, spielte aber auch elf Mal unentschieden. Das waren die meisten Punkteteilungen in der Eredivisie hinter Vize-Meister Feyenoord Rotterdam (13 Unentschieden). In Graef hatte man zudem einen zuverlässigen Torschützen (14 Tore), dem fast die Hälfte aller Venloer Tore gelangen. Nach dem erneuten Abstieg verließen bisherige Leistungsträger wie eben Graef den Verein, um erstklassig zu bleiben. In den folgenden drei Jahren spielte die Mannschaft zwar immer wieder in den Play-offs um den Aufstieg, gelungen ist es ihr allerdings nicht. Ganz bitter war das Aus 1996/97, als man in sechs Begegnungen punktlos blieb und insgesamt 22 Gegentreffer kassierte. Am Ende des 20. Jahrhunderts fand sich der Verein in der Bedeutungslosigkeit der Liga wieder. Selten erreichte die Mannschaft noch gute Ergebnisse und die Rückkehr in die Eredivisie rückte in weite Ferne.

### 2000–2009: Drohender Existenzverlust und Wiederaufstieg
| Liga       | Saison  | Platz | Punkte | Tore  |
| ---------- | ------- | ----- | ------ | ----- |
| Eerste D.  | 2000/01 | 18    | 28     | 37:63 |
| Eerste D.  | 2001/02 | 13    | 38     | 51:64 |
| Eerste D.  | 2002/03 | 13    | 37     | 42:60 |
| Eerste D.  | 2003/04 | 03    | 61     | 76:62 |
| Eerste D.  | 2004/05 | 03    | 62     | 56:36 |
| Eerste D.  | 2005/06 | 02    | 68     | 53:34 |
| Eerste D.  | 2006/07 | 02    | 71     | 64:44 |
| Eredivisie | 2007/08 | 17    | 29     | 44:76 |

In der Folgezeit konnte der Verein das Niveau nicht halten und man musste fast um den Fortbestand des Profifußballs in Venlo fürchten. Der Klub spielte nur mäßigen Zweitligafußball. Nach Ablauf der Spielzeit 2000/01 erspielte die Mannschaft nur Platz 18 und stand somit auf dem letzten Tabellenrang der Eerste Divisie. Mit nur 37 erzielten Treffern war die Torausbeute so schlecht wie bei keinem anderen Team. Erst zur zweiten Hälfte des ersten Jahrzehnts des 21. Jahrhunderts überwogen die sportlichen Erfolge wieder.
2004 bis 2007 konnte der VVV-Venlo viermal in Folge die Relegationsspiele um den Aufstieg in die Eredivisie erreichen, schaffte den Aufstieg jedoch nicht. In die Saison 2005/06 startete der Verein als Titelkandidat. Venlo erreichte allerdings am Saisonende nur den zweiten Platz und verblieb in der Zweiten Liga. Nach den Relegationsspielen der Saison 2006/07 gelang dem Klub erstmals wieder seit 1993 der Aufstieg ins niederländische Oberhaus. Im entscheidenden Spiel gegen das Relegationsteam der Eredivisie, dem RKC Waalwijk, mussten drei Spiele ausgetragen werden, um die Rückkehr perfekt zu machen. Nach einem 2:0-Sieg und einer 0:1-Niederlage entschied der Klub das entscheidende Spiel mit 3:0 für sich. Bester Angreifer in der Liga war damals Dirk-Jan Derksen, der den Verein aber in Richtung Fortuna Sittard verließ. Das Comeback verlief alles andere als gut. Nur sieben Partien konnte die Mannschaft für sich entscheiden und fand sich dementsprechend am Ende der Tabelle wieder. Mit 76 Gegentreffern kassierte der Klub, gemeinsam mit Sparta Rotterdam, die meisten Gegentore. Am Ende rettete sich die Mannschaft noch vor Excelsior Rotterdam auf den vorletzten Tabellenplatz. Damit sicherte man sich die Teilnahme an den Relegationsspielen gegen Teams aus der zweiten Liga. Doch bereits in der ersten Runde schieden die Venloer gegen ADO Den Haag aus und mussten den schweren Gang zurück in die Eerste Divisie antreten. 2009 gelang der direkte Wiederaufstieg in die 1. Liga. Zur Saison 2008/09 wurde man Erster in der Eersten Divisie und konnte erstmals seit 1993 diesen Triumph feiern. Bereits zwei Spieltage vor Schluss sicherte sich die Mannschaft den ersten Platz in der Eerste Divisie.

### Seit 2009 – Gegenwart
| Liga       | Saison  | Platz | Punkte | Tore  |
| ---------- | ------- | ----- | ------ | ----- |
| Eerste D.  | 2008/09 | 01    | 80     | 88:37 |
| Eredivisie | 2009/10 | 12    | 35     | 43:57 |
| Eredivisie | 2010/11 | 17    | 21     | 34:76 |
| Eredivisie | 2011/12 | 16    | 31     | 42:78 |
| Eredivisie | 2012/13 | 17    | 28     | 33:62 |
| Eerste D.  | 2013/14 | 05    | 61     | 58:52 |
| Eerste D.  | 2014/15 | 07    | 60     | 48:43 |
| Eerste D.  | 2015/16 | 02    | 75     | 85:39 |
| Eerste D.  | 2016/17 | 01    | 80     | 75:35 |
| Eredivisie | 2017/18 | 15    | 34     | 35:54 |
| Eredivisie | 2018/19 | 12    | 41     | 47:63 |
| Eredivisie | 2019/20 | 13    | 28     | 24:51 |
| Eredivisie | 2020/21 | 17    | 23     | 43:91 |
| Eerste D.  | 2021/22 | 10    | 48     | 50:64 |
| Eerste D.  | 2022/23 | 7     | 58     | 56:51 |
| Eerste D.  | 2023/24 | 12    | 48     | 53:58 |

Mit einem 3:3 am ersten Spieltag der Spielzeit 2009/10 gegen die PSV Eindhoven und vier weiteren Unentschieden folgte am 6. Spieltag der erste Saisonsieg gegen Heracles Almelo. Bis zum Ende der Hinrunde sammelte Venlo wichtige Punkte zum Verbleib in der Liga. Mit nur fünf Niederlagen bis zum 16. Spieltag hatte man weniger als Vorjahresmeister AZ Alkmaar. Allerdings standen dem acht Unentschieden gegenüber, was bis dahin Ligahöchstwert war. Bis zum Ende der Spielzeit sicherte sich Venlo einen Platz im Mittelfeld und schloss als Zwölfter ab. Dabei erspielte man sich neun Punkte Vorsprung auf Sparta Rotterdam, die als 16. in die Relegationsrunde mussten. Rang zwölf bedeutete zudem die beste Platzierung seit 1988. Venlo war 2009/10 mit dem zweitniedrigsten Etat der Liga an den Start gegangen (acht Millionen Euro) und hielt dennoch die Klasse. Ein wichtiger Rückhalt war Sandro Calabro, dem neun Tore gelangen, so viele wie keinem anderen VVV-Spieler. Während der Winterzeit dieser Saison kam Präsident Hai Berden auf die Idee, Spitzenspiele der Mannschaft in Stadion im benachbarten Deutschland auszutragen. Dieser Idee standen aber besonders die DFB-Verantwortlichen mit Bedenken gegenüber. Nach dem guten Abschneiden in der Liga folgte wie so oft ein Einschnitt in den Kader. Mit Leistungsträgern wie Keisuke Honda (acht Tore in der Hinrunde), der die Mannschaft schon in der Winterpause in Richtung Moskau verließ, oder Torjäger Calabro (elf Saisontore), der dem Ruf des Schweizer Klubs FC St. Gallen folgte, sowie Spielern wie Ruben Schaken und Adil Auassar (beide zu Feyenoord Rotterdam) gingen wichtige Stützen des Teams. Insgesamt verließen neun Spieler den Verein im Sommer 2010. Um den Klub auch weiter zu etablieren, plant der Vorstand den Bau eines neuen Stadions, das den Namen „De Kazerne“ tragen und die kleinere Sportstätte „De Koel“ ablösen soll. Außerdem expandiert der Klub zunehmend ins benachbarte Deutschland und wirbt dort um Partner und Sponsoren. In diesem Rahmen wurde am 26. April 2010 ein erster deutsch-niederländischer Business-Abend veranstaltet, durch den Ex-Leverkusen-Manager Reiner Calmund führte. In die Spielzeit 2010/11 ging Venlo mit stark verändertem Personal. Stammspieler des Vorjahres, wie Adil Auassar und Ruben Schaken, hatten den Verein verlassen und im Gegenzug verpflichtete VVV junge Nachwuchstalente aus dem In- und Ausland. Nach nur drei Siegen nach siebzehn Spieltagen, wurde im Dezember 2010 Trainer Jan van Dijk entlassen. Erst einen Monat darauf wurde Willy Boessen als neuer Fußballlehrer vorgestellt. Doch auch er schaffte es nicht, die Mannschaft von den Relegationsplätzen zu führen, so dass der Klub nach Ende der Eredivisie-Saison auf Rang siebzehn abschloss. Über die Relegation galt es dann, sich auch für das kommende Jahr einen Platz in der höchsten niederländischen Liga zu sichern. Durch Siege über die Zweitligisten FC Volendam und FC Zwolle schaffte es das Team dann doch, den drohenden Abstieg in die Eerste Divisie abzuwenden.
Für die neue Spielzeit wurde der ehemalige belgische Nationalspieler Glen De Boeck als neuer Trainer vorgestellt, der jedoch bereits vor Ende der Hinrunde sein Amt aufgab. Interim übernahmen die Assistenztrainer Wil Boessen und Ben van Dael. Mit dem neuen Trainer Ton Lokhoff spielte das Team in der Saison 2011/12 eine schwache Hinrunde und verpasste knapp den direkten Klassenerhalt. In den Playoffs konnte durch Siege über den SC Cambuur und Helmond Sport doch noch die Klasse gehalten werden. In der nachfolgenden Saison 2012/13 musste man als Tabellen-17. wieder in die Relegation, unterlag dort den Go Ahead Eagles Deventer und stieg folglich in die Eerste Divisie ab. Neuer Trainer wurde René Trost, der zuletzt drei Jahre lang den MVV Maastricht in der Zweitklassigkeit betreut hatte und in der Saison 1994/95 mit mäßigem Erfolg in Venlo als Spieler aktiv gewesen war. Auch diesmal war seine Tätigkeit in Venlo nur von kurzer Dauer; nach dem Scheitern in der Aufstiegsrelegation kehrte Trost zu seinem Stammverein Roda JC Kerkrade zurück, bei dem er den Großteil seiner Spieler- und Trainerlaufbahn verbracht hatte. Nachfolger wurde Maurice Steijn, der vom Erstligisten ADO Den Haag kam. Auch er scheiterte mit der Mannschaft zweimal in der Aufstiegsrelegation, bevor im dritten Jahr im Sommer 2017 als Zweitligameister und direkter Aufsteiger die Rückkehr in die Eredivisie gelang. Die Mannschaft fand sich schnell in der Erstklassigkeit zurecht, belegte fast durchgängig einen Mittelfeldplatz, ließ gegen Saisonende zwar etwas nach, was aber dennoch zum Klassenerhalt reichte. In die Saison 2020/21 startete VVV mit dem ältesten Kader aller 18 Mannschaften der Eredivisie. Tiefpunkt war die 0:13-Niederlage am 6. Spieltag gegen Ajax Amsterdam, die als höchste Niederlage aller Zeiten in die Ligageschichte einging. Obwohl der Klub mit Georgios Giakoumakis den mit Abstand besten Torschützen der Liga stellte, musste die VVV in die Eerste Divisie absteigen.

## Sponsoren und Ausstatter
Hauptsponsor des Vereins ist seit 2009 Seacon Logistics. Das Unternehmen ist im Besitz des aktuellen Venlo-Präsidenten Hai Berden.
| Zeitraum  | Ausrüster | Sponsor          |
| --------- | --------- | ---------------- |
| 2006–2008 | Erima     | Imago Groep      |
| 2009–     | Erima     | Seacon Logistics |

## Stadion
Seit 1972 ist das Stadion De Koel (deutsch die Grube) die Heimstätte des Vereins, seit einem Umbau im Jahre 2009 hat es ein Fassungsvermögen von 8000 Zuschauern. Das Logistikunternehmen Seacon erwarb 2004 die Namensrechte an der Sportstätte und benannte diese in Seacon Stadion – De Koel – um. Zwischen April und Juni 2018 trug das Stadion kurzzeitig den Namen Van der Valk Stadion – De Koel –.
Um langfristig in der Eredivisie konkurrenzfähig zu bleiben, soll das Stadion ausgebaut und modernisiert werden. Die Planung leitet der bisherige Präsident, Hai Berden.
Die Pläne zum Bau eines neuen Stadions wurden aufgegeben.

## Kooperationen
Seit Oktober 2015 besteht eine Kooperation zwischen VVV-Venlo und dem englischen Premier-League-Team West Ham United. Die beiden Vereine werden insbesondere im Bereich der Ausbildung von Nachwuchsspielern zusammenarbeiten.

## Kader 2025/26
Stand: 15. Juli 2025
| Nr. |             | Position | Name              |
| --- | ----------- | -------- | ----------------- |
| 6   | Niederlande | MF       | Joep Kluskens     |
| 7   | Deutschland | ST       | Lasse Wehmeyer    |
| 9   | Niederlande | ST       | Dean Zandbergen   |
| 16  | Curaçao     | TW       | Trevor Doornbusch |
| 18  | Niederlande | ST       | Bjorn van Zijl    |
| 20  | Curaçao     | AB       | Dylan Timber      |
| 22  | Deutschland | TW       | Tim Schrick       |
| 24  | Niederlande | MF       | Mohammed Odriss   |
| 25  | Niederlande | MF       | Navarone Foor     |
| 25  | Deutschland | TW       | Zidane Taylan     |
| 26  | Niederlande | ST       | Naïm Matoug       |
| 27  | Niederlande | ST       | Layee Kromah      |
| 29  | Niederlande | MF       | Tim Braem         |

| Nr. |             | Position | Name                 |
| --- | ----------- | -------- | -------------------- |
| 31  | Niederlande | AB       | Tijn Joosten         |
| 32  | Syrien      | ST       | Mohamed Hegi         |
| 33  | Frankreich  | AB       | Gabin Blancquart     |
| 34  | Iran        | ST       | Arwin Javad          |
| 35  | Niederlande | MF       | Yousri el Anbri      |
| 37  | Niederlande | ST       | Diego van Zutphen    |
| 96  | Marokko     | MF       | Driess Saddiki       |
|     | Belgien     | AB       | Michael Davis        |
|     | Niederlande | TW       | Youri Schoonderwaldt |
|     | Niederlande | MF       | Joshua Eijgenraam    |
|     | Marokko     | MF       | Nassim Ait Mouhou    |
|     | Niederlande | MF       | Jorn Triep           |
|     | Niederlande | AB       | Luuk Verheij         |

## Erfolge
- KNVB-Pokal: 1959
- Meister Erste Division: 1993, 2009, 2017
- Meister Zweite Klasse Süd: 1923, 1933, 1940
- 3. Platz Eredivision: 1961
- Aufstieg in die Eredivisie: 1976, 1985, 1991, 1993, 2007, 2009, 2017
- Gewinn des Herman-Teeuwen-Gedächtnispokals: 2006, 2008, 2009

## Ehemalige Spieler
(Auswahl)
| Name des Spielers | Zeitraum              | Bemerkung                                                           |
| ----------------- | --------------------- | ------------------------------------------------------------------- |
| Dick Advocaat     | 1976–1979             | ehemaliger Trainer von Borussia Mönchengladbach                     |
| Tijani Babangida  | 1991–1993             | ehemaliger nigerianischer Nationalspieler                           |
| Bep Bakhuys       | 1937                  | ehemaliger niederländischer Nationalspieler                         |
| Kevin Begois      | 2002–2006 2007–       |                                                                     |
| Andreas Brandts   | 1983–1984             | ehemaliger Spieler des SC Fortuna Köln, Alemannia Aachen u. a.      |
| Robert Böhm       | 2008–2010             | in der Jugend von FC Schalke 04 und Borussia Mönchengladbach aktiv  |
| Marc Eberle       | 2002–2003             | u. a. für Lierse SK und Roda JC Kerkrade aktiv                      |
| Maurice Graef     | 1988–1994 1996–2002   | über 250 Ligaspiele für VVV-Venlo                                   |
| Dennis Gentenaar  | 2009–                 | in der Bundesliga für Borussia Dortmund aktiv                       |
| Keisuke Honda     | 2007–2010             | ehemaliger japanischer Nationalspieler                              |
| Dylan Hughes      | 2007                  | ehemaliger Spieler des 1. FC K'lautern II und SSV Jahn Regensburg   |
| Jan Klaassens     | 1948–1959 1964–1967   | ehemaliger Nationalspieler der Niederlande                          |
| Coy Koopal        | 1954–1956             | ehemaliger Nationalspieler der Niederlande                          |
| Edwin Linssen     | 1998–2003 2004–2008   | über 250 Ligaspiele für VVV-Venlo                                   |
| Jos Luhukay       | 1978–1989             | ehemaliger Trainer von Borussia Mönchengladbach und vom FC Augsburg |
| Jan van der Meij  | 1958–1960 & 1964–1965 |                                                                     |
| Patrick Paauwe    | 2009–2011             | ehemaliger Spieler von Borussia Mönchengladbach                     |
| Gerald Sibon      | 1994–1996             | ehemaliger Spieler des 1. FC Nürnberg                               |
| Ernest Stewart    | 1988–1990 2005        | ehemaliger US-Nationalspieler                                       |
| Herman Teeuwen    | 1954–1961             |                                                                     |
| Stan Valckx       | 1983–1988             | ehemaliger Nationalspieler der Niederlande                          |
| Vampeta           | 1994–1995             | ehemaliger Nationalspieler Brasiliens                               |
| Faas Wilkes       | 1956–1958             | ehemaliger Nationalspieler der Niederlande                          |

## Venlos Trainer

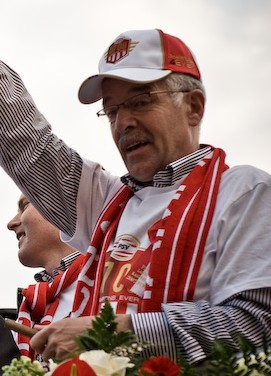
Sef Vergoossen, dreimaliger Trainer der VVV-Venlo

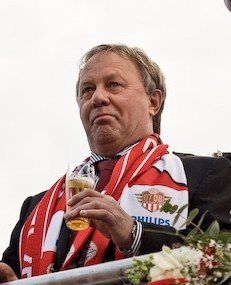
Jan Reker (1986–1988)

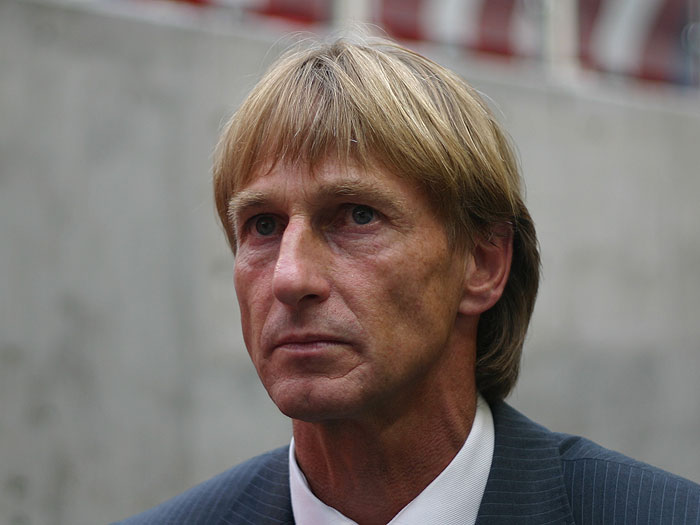
Adrie Koster (2004–2005)

(unvollständig)
| Amtszeit  | Nat.        | Trainer                  |
| --------- | ----------- | ------------------------ |
| 1954–1956 | Deutschland | Ferdi Silz               |
| 1956–1960 | Osterreich  | Wilhelm Kment            |
| 1960–1961 | Osterreich  | Josef Horesj             |
| 1961–1963 | Deutschland | Ferdi Silz               |
| 1963–1964 | Deutschland | Fritz Kleinheuer         |
| 1964–1965 | Deutschland | Josef Gesell             |
| 1966–1968 | Niederlande | Jean Janssen             |
| 1968–1969 | Niederlande | Bas Paauwe               |
| 1969      | Niederlande | Theo Breukers            |
| 1969      | Niederlande | Sef Basten (Interim)     |
| 1969–1972 | Deutschland | Josef Gesell             |
| 1972–1978 | Niederlande | Rob Baan                 |
| 1978–1979 | Niederlande | Hans Croon               |
| 1979      | Niederlande | Sef Vergoossen (Interim) |
| 1979–1981 | Niederlande | Jan Morsing              |
| 1981–1986 | Niederlande | Sef Vergoossen           |
| 1986–1988 | Niederlande | Jan Reker                |
| 1988–1989 | Niederlande | Leo van Veen             |
| 1989      | Niederlande | Sef Vergoossen (Interim) |
| 1989–1990 | Niederlande | Doeke Hulshuizen         |

| Amtszeit  | Nat.        | Trainer           |
| --------- | ----------- | ----------------- |
| 1990–1992 | Niederlande | Henk Rayer        |
| 1992–1994 | Niederlande | Frans Körver      |
| 1994–1995 | Niederlande | Remy Reynierse    |
| 1995–1996 | Niederlande | Jan Versleijen    |
| 1996–1998 | Niederlande | Henk van Stee     |
| 1998–2000 | Niederlande | Hennie Spijkerman |
| 2000–2001 | Niederlande | Jan Versleijen    |
| 2001–2004 | Niederlande | Wim Dusseldorp    |
| 2004–2005 | Niederlande | Adrie Koster      |
| 2005–2006 | Deutschland | Herbert Neumann   |
| 2006–2008 | Niederlande | André Wetzel      |
| 2008–2010 | Niederlande | Jan van Dijk      |
| 2010–2011 | Niederlande | Willy Boessen     |
| 2011      | Belgien     | Glen de Boeck     |
| 2011–2013 | Niederlande | Ton Lokhoff       |
| 2013–2014 | Niederlande | Rene Trost        |
| 2014–2019 | Niederlande | Maurice Steijn    |
| 2019      | Niederlande | Robert Maaskant   |
| 2020–2021 | Niederlande | Hans de Koning    |
| 2021–2022 | Niederlande | Jos Luhukay       |
| 2022      | Niederlande | Rick Kruys        |

## Venlos Präsidenten
(unvollständig)
- Jo van Daalen (? bis 1953; 11/1954 bis ?)[18]
- Jeu Sprengers (1981 bis 1990)[19]
- Hai Berden (2003 bis 2018)
- Ineke Gutterswijk (seit 2018)

## Weitere Teams

### Frauenmannschaft
Am 10. März 2010 gründete der Verein eine Frauenfußballmannschaft. Zur Saison 2010/11 wird diese in der Eredivisie für Frauen spielen. Damit sind sie eine von insgesamt sieben Teams in der holländischen Damenprofifußballliga. Erster Trainer wurde Rick de Rooij. Der Verein bildete sich durch eine Fusion mit dem unterklassigen Verein SV Venray. Die bekanntesten Spielerinnen der ersten Stunde sind die niederländischen Nationalspielerinnen Sandra Swinkels und Kika van Es. Siehe: VVV-Venlo (Frauenfußball)

### Nachwuchsmannschaften
Venlo bildet eigene Spieler in Nachwuchsmannschaften aus. Betreut werden Teams von der F- bis zur A-Jugend. Über die U-23, der Jong VVV-Venlo wird der Schritt von den Jugendteams in den Profikader vorbereitet. Aktueller Trainer der U-23 ist Jay Driessen.